# Łazy Wielkie
Łazy Wielkie is een plaats in het Poolse district  Milicki, woiwodschap Neder-Silezië. De plaats maakt deel uit van de gemeente Krośnice en telt 540 inwoners.